# Dieue-Génicourt
Dieue-Génicourt is een voormalige gemeente in het Franse departement Meuse in de toenmalige regio Lotharingen. De gemeente werd in 1973 gevormd door de fusie van de gemeenten Dieue-sur-Meuse en Génicourt-sur-Meuse en maakte deel uit van het arrondissement Verdun en van het kanton Verdun-Est. In 1985 werd de fusie ongedaan gemaakt en werden de voormalige gemeenten weer hersteld.